# 쓰촨윗수염박쥐
쓰촨윗수염박쥐(Myotis altarium)는 애기박쥐과 윗수염박쥐속에 속하는 박쥐이다. 중국과 태국에서 발견된다.

## 특징
작은 박쥐로 몸통 길이는 55~60mm, 전완장이 42~46mm, 꼬리 길이는 48~50mm이다. 발 길이는 11~12mm, 귀 길이는 22~24mm, 몸무게는 최대 10g이다. 털은 길고 등 쪽은 밝은 갈색을 띠지만 배 쪽은 좀더 밝다. 귀는 길고 검으며 반투명이고 좁다. 핵형은 2n=44, FNa=50~52이다.

## 생태
동굴 속에 은신한다. 먹이는 곤충이다.

## 분포 및 서식지
중국 쓰촨성과 윈난성, 광시 좡족 자치구, 장시성, 푸젠성, 안후이성, 광둥성, 구이저우성, 산시성, 후난성, 태국 북부 지역에 널리 분포한다.